# 南方墨點法
萨瑟恩印迹法，或南方墨點法（英語：Southern blot），是由英國生物學家埃德温·萨瑟恩於1975年發明，並因此得名，是一種普及的分子生物學實驗技術。目的是偵測經由膠體電泳分離的樣品中，含有特定序列的去氧核糖核酸片段。
通常，先利用膠體電泳分離去氧核糖核酸（DNA）樣本中各種不同大小的分子。不同大小的分子在膠體電泳之後，會分離而散佈在膠體上不同的位置。接著，這些DNA分子可以利用虹吸作用，轉染到一個薄膜上，經由DNA變性使它們的雙股分開。因為雙股DNA已經固定在薄膜上，所以變性後無法再形成雙股螺旋；然後將上述薄膜暴露在雜交探針（probe）裡，讓探針和DNA雜交（hybridize）。探針是會產生放射線、或可以放出顏色或螢光的物質標記的單股DNA或核糖核酸（RNA）片段；最後是觀察結果。薄膜上可以偵測到放射性或者螢光訊號的位置，就是含有可以與探針核酸序列進行偶合的去氧核糖核酸樣本散佈的位置。
類似的技術也被用來偵測經由膠體電泳分離的樣品中，含有特定序列的RNA片段，當應用在RNA的偵測時，被稱為北方墨點法。

## 基本原理及过程概述

### 基本原理
萨瑟恩杂交是利用标记的探针（probe）与转印膜上靶DNA片段进行杂交的技术，检测DNA片段中是否存在与探针同源的序列。杂交过程是高度特异性的,可以根据所使用的探针(序列已知)进行特异性的靶序列检测。

### 基本过程
1. 从细胞或组织中用酚/氯仿反复抽提蛋白质并用无水乙醇沉淀的方法制备基因组DNA(gDNA)；
2. 限制性酶切基因组DNA；
3. 将酶切产物电泳分离(electrophoretic separation)；
4. 毛细转印或电转印并固定于NC膜或尼龙膜上；
5. 在膜上与标记探针杂交；
6. 洗膜后可观察杂交结果。

## 实验步骤

### 制备待测DNA样品
- 将新鲜组织研磨成匀浆收集细胞或培养好的细胞用胰酶处理后收集，先反复用酚处理细胞两次后，加入氯仿抽提蛋白质。用乙酸铵和无水乙醇沉淀DNA,并用70%乙醇洗涤一次，加入TE缓冲液溶解。在用琼脂糖凝胶电泳确认基因组DNA成功提取后，加入限制性内切酶消化，过夜反应。

### 琼脂糖凝胶电泳
- 制备0.8%-1.0%的凝胶，用0.5*TBE作电泳缓冲液，根据胶的长度，在1V/cm的电压下电泳，至上样缓冲液(如溴酚蓝等)到达特定位置停止。

### DNA变性
- DNA受酸、碱、热等处理均能发生变性，但强酸会使核酸降解。一般认为碱变性较好，可避免DNA降解。
- 将凝胶在脱嘌呤液中浸泡20min(视靶序列是否大于5kb，若大于则需要此步骤)，室温轻轻晃动至溴酚蓝从蓝变黄。洗涤一次后在变性液中浸泡30min,再在0.5*变性液中浸泡20min，即可进行萨瑟恩转印。

### 萨瑟恩转印
这里介绍两种常用的转印方法：毛细转印和电转印法。

#### 毛细转印法
早期萨瑟恩印迹法是使用毛细转印法，经虹吸作用，转移到NC(硝酸纤维)膜上。
1. 在搪瓷盘中加入300ml 10×SSC，放上培养皿和小玻璃板；
2. 将3张长滤纸浸湿，逐张放在玻璃板上，用移液管的滚动，赶走气泡；
3. 切除多余凝胶，小心地将凝胶放在滤纸上，赶走滤纸与胶之间的气泡；
4. 再将与胶大小相同的尼龙膜放在胶上，同样不能有气泡，然后放上三张浸湿的滤纸，赶走气泡；
5. 紧贴凝胶四周各放一张X光片；
6. 小心蒙上一张比搪瓷盘大的保鲜膜。保鲜膜要紧贴滤纸，但不能让滤纸移动；
7. 用刀片在离滤纸周围约1-2 mm处，轻轻割断保鲜膜，但不能割破滤纸。取走滤纸上的保鲜膜；
8. 整齐地放上草纸，数张草纸一折二，草纸堆要高出搪瓷盘边约10cm；
9. 在草纸上放上玻璃板, 压上约500g重的重物, 转移过夜。

#### 电转印
转印法经过改良后，快速简便的电转印法如今应用的更加普遍。
1. 将胶平放于干净投影胶片上；
2. 裁剪一张与胶同大小的尼龙膜或NC膜，用0.5*TBE浸湿后小心平铺在胶表面，用玻璃棒除去凝胶和膜之间的气泡；
3. 裁剪6张同样尺寸的滤纸，用0.5*TBE浸湿后平铺于膜上，用玻璃棒去除气泡；
4. 在胶的另一面同样铺上6层0.5*TBE浸湿的滤纸，除气泡；
5. 将“滤纸-尼龙膜(NC膜)-凝胶-滤纸”转印装置移入电转印仪中，使膜面向阳极，凝胶面向阴极，室温下，100mA转印60min。

### 膜的固定
- 取出膜在2*SSC中浸泡20min。将膜DNA面朝上置于滤纸上，再覆盖一张滤纸，60℃烤膜30min。

### 杂交和洗膜
- 将膜放入杂交管内, 加预杂交液, 60℃封闭4-6小时。倒出预杂交液,加杂交液,60℃杂交过夜。再将膜放在洗膜溶液I(2*SSC、0.1%SDS)中,室温洗2次,每次摇动10min。再在洗膜溶液II(0.5*SSC、0.1%SDS)中漂洗2次, 每次摇动20min。

### 检测
1. 将膜在洗膜缓冲液中漂洗3分钟；
2. 在封闭缓冲液中室温摇动封闭30分钟；
3. 在抗体溶液中室温摇动，孵育30分钟；
4. 用洗膜溶液III洗2次, 每次15分钟；
5. 将膜与新鲜配制的显色溶液一起在黑暗中温育0.5-16小时；
6. 当条带显色到合适的深度后, 或在膜背景变深前, 用TE洗去底物液，干燥保存。

## 影响杂交的因素

### 待检核酸分子的浓度和长度
1. 浓度越大，复性速度越快，敏感性越高；
2. 分子越大，转膜越困难，敏感性越低；
3. 转膜方法

### 探针的性质(标记效率、浓度，核酸性质)
1. 对于单链探针，浓度越高，杂交率增加；
2. 探针标记方法和检测方法的选择；

### 杂交液体积、温度和杂交时间
1. 体积越小，杂交动力学越高；
2. DNA/DNA杂交适宜的复性温度为比Tm低20～25℃；
3. 温度越低，非特异性越高；温度越高，敏感性越低；

### 杂交液的离子强度
1. 低盐浓度时杂交率较低，随着盐浓度增加，杂交率增加(Na+的作用)；
2. 高浓度的盐使碱基错配的杂交体更稳定,当进行序列不完全同源的杂交时，必须维持杂交液与洗膜液中较高的盐浓度；

### 非特异性杂交反应
杂交前封闭膜上非特异性杂交位点，减少其对探针的非特异吸附。

### 杂交后的漂洗
盐浓度、温度、次数、体积

### 固相膜的选择
阳离子尼龙膜